# Henry Quinteros
Henry Edson Quinteros Sánchez (Lima, 19 ottobre 1977) è un ex calciatore peruviano, di ruolo centrocampista.

## Carriera

### Club
Ha giocato nel campionato peruviano, russo e polacco.

### Nazionale
In Nazionale ha raccolto 24 presenze il nove anni di militanza.